# Platon Thành
Platon Nguyễn Văn Thành (1922-2003), thường được gọi với biệt danh Platon Thành, Thành Nga, tên thật là Platon Aleksandrovich Skrzhinsky (tiếng Nga: Платон Александрович Скржинский), là một quân nhân Liên Xô, từng phục vụ Hồng quân Liên Xô, Binh đoàn Lê dương Pháp, nhưng ông được biết nhiều nhất với tư cách là một chiến sĩ "Việt Nam mới" của Tiểu đoàn 307 Quân đội Nhân dân Việt Nam.

## Cuộc đời và sự nghiệp
Platon Aleksandrovich Skrzhinsky sinh ngày 28 tháng 3 năm 1922 tại Berdychiv, tỉnh Zhytomyr, Ukraina. Theo lời thuật của con gái, ông xuất thân trong một gia đình gốc quý tộc giàu có. Mẹ ông, bà Anna Alekseyevna Skrzhinskaya, mang dòng máu Nga - nửa Ukraina, thời trẻ từng sống một thời gian dài Paris, học tại Sorbonne. Cha ông, ông Aleksandr Stanislavovich Skrzhinsky, gốc quý tộc Ba Lan, từng tốt nghiệp ngành ngôn ngữ Latin và Hy Lạp cổ đại tại Học viện Lịch sử và Ngữ văn của Vương công Bezborodko ở thành phố Nizhyn. Tên ông lấy từ trong tiếng Hy Lạp, "Plato", có nghĩa là "vai rộng".
Do ảnh hưởng của gia đình, từ nhỏ ông đã được giáo dục nền tảng ngôn ngữ rất tốt. Đế năm 18 tuổi, ông đã có thể sử dụng thành thạo tiếng Nga, tiếng Pháp, tiếng Đức, tiếng Ba Lan và tiếng Ukraina. Mùa thu năm 1940, ông tốt nghiệp phổ thông và nhập ngũ, bắt đầu phục vụ trong Hồng quân ở vùng Rostov-on-Don với tư cách là một binh sĩ.
Chiến tranh Vệ quốc vĩ đại nổ ra, Hồng quân bị quân Đức Quốc xã áp đảo mạnh mẽ. Sau những đánh khốc liệt ở Kharkiv tháng 5 năm 1942, ông đã bị quân Đức bắt làm tù binh và bị đưa đi giam cầm ở nhiều trại tù binh khác nhau ở Ba Lan.. Nhờ vào khả năng ngoại ngữ, ông được chọn làm phiên dịch cho các cai tù trong trại tập trung của Đức nên không phải bị lâm vào cảnh lao động khổ sai. Ông từng được đề nghị gia nhập Quân đội Giải phóng Nga, nhưng ông đã từ chối. Mãi đến năm 1945, ông mới được quân Đồng Minh giải thoát khỏi trại tù binh và được đưa về Liên Xô bằng tàu hỏa. Quá lo sợ trước viễn cảnh bị trừng phạt vì đã đầu hàng và cộng tác với quân Đức, ông đã tìm cách trốn thoát, rồi lưu lạc sang Bỉ hái hoa quả thuê. Năm 1946, ông gia nhập Binh đoàn Lê dương Pháp với lý do đơn giản là để được thỏa chí đi... du lịch.
Tuy nhiên, khi sang đến Đông Dương tháng 4 năm 1946 để tham gia trấn áp phong trào độc lập của người bản xứ, ông đã nhanh chóng thay đổi suy nghĩ. Nhờ vào khả năng ngoại ngữ của mình, ông đã tìm cách liên hệ với những người Việt Minh, sau đó gia nhập vào đội quân chiến đấu của họ tại Bến Tre từ năm 1947. Tại đây, ông bắt đầu được gọi với cái tên Việt là Nguyễn Văn Thành, còn gọi là Hai Thành hay Thành Nga. Năm 1952, ông được kết nạp vào Đảng Lao động Việt Nam.
Đầu năm 1953, ông tình nguyện xin về Tiểu đoàn 307, được phân công làm Khẩu đội trưởng súng cối 60 ly và tham gia chiến đấu đến ngày đình chiến (tháng 7 năm 1954). Trong thời gian chuyển quân tập kết, ông được phân công làm phiên dịch trên tàu Stavropol của Liên Xô đưa những người Việt Minh tập kết ra Bắc; sau đó, ông trở về đơn vị cũ đóng quân tại Thanh Hóa trước khi giải ngũ và về sống ở Hà Nội.
Tháng 5 năm 1955, ông cùng con gái về sống ở Liên Xô. Nhờ sự xác nhận của Chủ tịch Hồ Chí Minh và các đồng chí Việt Nam, ông được bỏ qua cái án hợp tác với quân Đức. Ông vào làm tại Ban tiếng Việt, Đài Phát thanh Moskva cho đến khi nghỉ hưu. Là một người Nga hiếm hoi thời bấy giờ từng sống nhiều năm ở Việt Nam, hiểu biết văn hóa và sử dụng thành thạo tiếng Việt, ông được mời làm chủ biên bộ Từ điển Nga - Việt (Русско-вьетнамский словарь) xuất bản tại Moskva với tên P.A. Skrzhinsky và tham gia biên soạn bộ Từ điển Việt - Nga thực hành với tên Thành Nguyễn xuất bản tại Hà Nội cùng vào năm 1957. Ông có nhiều đóng góp cho Hội Hữu nghị Việt - Xô (sau là Hội Hữu nghị Việt - Nga) nhằm phát triển quan hệ giữa hai nước. Năm 1988, ông cùng con gái trở về Việt Nam thăm lại chiến trường xưa cũng những bạn bè và đồng chí cũ. Ở Liên Xô, ông không được công nhận là cựu chiến binh trong Chiến tranh Vệ quốc vĩ đại, nhưng đối với người Việt, ông là người trong một gia đình.
Platon Nguyễn Văn Thành qua đời ngày 26 tháng 3 năm 2003 tại Moskva.

## Đời tư
Năm 1948, ông lập gia đình với một người phụ nữ Việt lai Pháp ở Bến Tre là Colette Nguyễn Thị Mai. Hai người có với nhau một người con gái tên là Nguyễn Hồng Minh, tên thường gọi là Janine, sinh năm 1949. Do hoàn cảnh chiến tranh, khoảng năm 1951, bà Colette Mai chuyển ra sống trong vùng do Pháp kiểm soát và sau đó tái hôn với một thương lái người Hoa. Năm 1954, hai người gặp lại, sau đó ông đưa con gái về sống với mình. Sau khi hai cha con về lại Liên Xô, người con gái lấy tên trong tiếng Nga là Anna Platonovna Skrzhinskaya (tiếng Nga: Анна Платоновна Скржинская). Bà Anna - Nguyễn Hồng Minh công tác tại Ban tiếng Việt, Đài Phát thanh Moskva trước khi nghỉ hưu.